# 午後2時5分一寸一服
『午後2時5分一寸一服』（ごごにじごふんちょっといっぷく）は、RKKラジオで毎日放送されているラジオ番組。熊本放送の開局日である1953年10月1日に放送開始。

## 番組内容
- 熊本市中央区手取本町にあるデパート「鶴屋百貨店」の本館1階中央のサテライトスタジオから公開生放送（鶴屋の店休日や年末年始はRKKスタジオからの放送）されているRKKラジオの最長寿番組である（1953年10月の開局時に開始し、2025年4月時点で放送中）。
- 開始が14:00でないのは、正時から5分間の『熊日ニュース』が包含ではなく別番組扱いのため。日曜の放送が無く、月曜から土曜までの放送だった時期もあった。
- 1987年10月の改編以降は日曜を含む毎日の放送が続いている。2025年4月改編から平日は放送時間が15分（放送枠を5分縮小）となり、RKK本社スタジオからRKKアナウンサーがパーソナリティを務める生放送となった。
- 基本的にはサテライトスタジオで曲のリクエストを募り、参加者に鶴屋とRKKからの粗品をリクエストの記念品として、お土産と称して贈呈する[1]。リクエスト曲は、ポップスから演歌、歌謡曲、洋楽、アニメソング、童謡まで、サテライトスタジオに手書きで掲載されている番組が用意した30曲程の歌の中から、来客の挙手で一曲を選ぶ形式である。
- オープニングのアナウンスメントは「皆様の鶴屋が鶴屋本館1階中央にございます、ふれあいの広場サテライトスタジオから公開生放送でお送りいたします『午後2時5分一寸一服』。午後のひととき 歌の数々でお楽しみ下さい。皆様こんにちは。本日のご案内は○○です」[1]。
- 物産展の会期中はほぼ毎日物産展の出店者の代表、または物産展を取り上げる地域の観光PRレディがゲスト出演する。不定期で出店者の商品を鶴屋とRKKからのリクエストのお礼の粗品に混ぜることがある。オープニングの直後に放送するため、通常は3枠のリクエストと催事の宣伝が1つ減り、2枠となる。それに該当する日で時間が余った時はリクエストの枠が1つ増えるが、催事の宣伝は2つのままとなる。
- 番組中、鶴屋の店歌「鶴屋ラララ」が随所に流れ、この歌をバックに鶴屋で行われる催し物のお知らせを行う。それとは別に鶴屋本体からのお知らせと混雑が予想される催事における公共交通機関のご利用の呼び掛けがある。本編中は通常のCMは放送されないため、事実上の生CMとなっている。
  - 2016年4月に発生した「平成28年熊本地震」では鶴屋が地震の影響で臨時休業したことに伴い、鶴屋のCMは自粛され、サテライトスタジオがある鶴屋本館が使用できなくなったため、同年4月中旬からはRKK本社スタジオからの放送に暫定的に移行。同年5月14日に鶴屋本館の一部は再開されたが、サテライトスタジオの点検が必要であるため、同年5月20日まではRKKスタジオから引き続き放送された。同年5月21日より、サテライトスタジオの安全が確認されたことに伴い、公開生放送を再開した。同年7月20日はくまモンの生みの親小山薫堂が提唱した、ともだちの日を記念して、伊勢丹新宿店から生中継された[2]。
- 公開生放送されているサテライトスタジオでのリクエストの他、葉書やメールでのリクエストを受け付けている。これらは前述のRKK本社スタジオで放送される際に纏めて読まれる（現在のリクエスト受付体制については後述）。
- 番組のエンディング テーマは閉店時に流れるものと同じ『ときめいて鶴屋』の最後の部分である。
- 平日に放送されていた昼ワイド番組『情報満載 鉢盛りラジオ』の放送時間繰り下げ前（1995年10月 - 1999年3月、当時は12:00 - 17:00。再編後は14:55スタートになる）は内包番組として放送され、2025年現在でも「土曜だ!!江越だ!?」に内包される土曜日がこの態勢である。
- 2023年10月9日には鶴屋サテライトスタジオの開設50周年を記念して、RKKラジオ・FMK（エフエム熊本）・FM791（熊本シティエフエム）の3局合同の「3局仲良く 午後2時5分一寸一服」と題した特別番組がサテライトスタジオから3局で同時生放送された[3]。パーソナリティはRKKラジオから常盤よしこ、FMKから樫山結、FM791からかなぶんやの3人が務め、ゲストの宮崎美子を含めた 4人が全編出演した。番組内では会場からのリクエストやリスナーからのメッセージ紹介のほか、武田鉄矢、島津亜矢、コロッケ、福山雅治・荘口彰久からのビデオ メッセージを放送した。

### 新型コロナウイルス流行の影響
- 2020年4月6日より、新型コロナウイルスによる感染症の拡大防止のため、サテライトスタジオでの挙手によるリクエストは休止され、「葉書」「メール」「FAX」「リクエストボックス」（サテライトスタジオに設置）での受付に変更となった[4]。この日から鶴屋は長期間の休業に入り、RKKのスタジオからの放送[5]であったが、5月7日から営業時間短縮で鶴屋が再開した後にサテライトスタジオからの放送が再開されたが、これまではパーソナリティとゲストがスタジオ隣のステージからで技術スタッフがスタジオの中だったが再開以降はパーソナリティやゲストも含め、スタジオの中からに変更された。
- 2021年10月20日放送分より、前述の挙手によるリクエストが再開された[6]。
- 2022年1月2日と3日は営業日だが公開生放送を休止した。これは初売りにおける感染症拡大防止の観点から、サテライトスタジオ隣のステージが福袋販売に使用されたため。

## 催事PRについて
CMのBGMはオープニングテーマと同じ『鶴屋ラララ』で、最後の「♪ハイセンス、鶴屋」の前に入る歌詞が催事内容によって異なる。
- みんなで楽しむ - 下記に該当しない催事や、催事以外の宣伝で使われる。
  - おしゃれなお買い物 - ファッション、アパレル、ジュエリー、化粧品の催事や、アデランスのウィッグにおけるイベント案内で使われる。
  - おいしいお買い物 - 本館地下の食品売り場で行われる催事で使われ、オードブルの予約案内もこの事例に含まれる。お菓子関連などは対象外。
  - すてきな贈り物 - 贈答品を扱った催事で使われる。
  - かわいいお買い物 - 子供に主軸をおいた催事で使われる。

母の日の催事に関しては、通常CMのBGMが当番組の生CMでも使われ、母の日の催事だけ同じBGMが全てのCMで統一されている。以前はクリスマス関連の催事でも母の日と同様の対応を取っていたことがあった。

## 出演者
太字は熊本放送アナウンサー（元職を含む）。2000年代以降は基本的に女性が担当しているが、1990年代以前は男性が担当することもあった。

### 現在
2025年4月現在
- 常盤よしこ（日）
  - 2023年10月15日 - 。2013年4月7日 - 2020年9月27日は日曜担当 → 2020年10月4日 - 2023年10月9日（70周年特番）は日・月曜担当
- 亀山真依（月・木）
  - 2025年3月31日 - 。2025年8月7日から木曜も担当。
- 後生川凜（火）
  - 2025年4月1日 - 。
- 福居万里子（水）
  - 2025年4月2日 - 。2023年10月17日[7] - 2024年3月26日[8]は火曜担当。
- 坂本くるみ（金）
  - 2025年4月4日 - 。
- 鬼塚えりこ（土）
  - 2013年4月6日 - [9]。2011年4月3日 - 2011年9月25日は日曜担当。

### 過去
- 坂井真理子（1977年当時）
- 岡田佳子（1980年代前期）
- 小宮恵子（1980年頃から、1989年からは水曜担当）
- 井上佳子（月～木、1989年まで）
- 白石裕美子（金・日 1983 - 1989年 → 木 1989年から）
- 伊藤チカコ（土 1982年 - 1989年）
- 香山眞理子（月 1989年から）
- 畑智恵子（火 1989年から）
- 松村智子（土 1993年 - 1995年9月）
- 古川博子（土 1995年10月 - ）
- 木村和也（火 1995年頃）[10]
- 本田恭子（月 1999年頃 - 2004年3月）
- 野溝美子（火 1999年頃 - 2005年3月 → 木 2015年4月 - 2023年3月[11]）
- 岡村久美（月 2004年3月 - 2005年3月）
- 今村直美（水・木<2004年当時> → 2005年4月から月～水 → 2009年から月～木 → 2011年4月から月～金 → 2011年10月から月～木 → 2015年4月から水のみ、2016年3月迄）
- 松村奈央（金～日<2004年当時> → 2005年4月から木～日 → 2009年から金～日、2011年3月迄 → 2011年10月から金～日、2013年3月迄 → 2023年4月から木、2025年3月27日迄）
- 岡村清香（土 2011年4月 - 2011年9月）
- 又野千紘（金 2013年4月から → 2015年4月から月 → 2016年4月から水 → 2017年2月から水・木<RKKアナウンサーとして> → 2019年4月から水、2025年3月26日迄）
- 加納麻衣（火 2015年4月から → 2023年10月16日から月、2025年3月24日迄）
- 緒方仁深（金 2015年4月 - 2025年3月28日[12]）
- 糸永有希（月 2016年4月 - 2020年9月 → 木 2025年4月3日 - 2025年7月31日）
- 上岡梨紗（火 2024年4月2日 - 2025年3月25日）

等多数